# Retrato de Maria Portinari

Retrato de Maria Portinari é uma pequena pintura a óleo sobre carvalho e têmpera datada de c. 1470–72 do pintor flamengo Hans Memling. Retrata Maria Maddalena Baroncelli, sobre quem pouco se sabe. Tem cerca de 14 anos de idade, e foi retratada pouco tempo antes do seu casamento com o banqueiro italiano Tommaso Portinari. Maria está vestida de acordo com a moda europeia do final do século XIV, com um longo hennin preto e um véu transparente, e um colar de jóias muito elaborado. O seu corte de cabelo e o seu colar são semelhantes àqueles do seu retrato de Hugo van der Goes, Tríptico de Portinari (c. 1475), uma pintura que poderá ter sido parcialmente inspirada no retrato de Memling.

## Descrição
O painel é a ala direita de um tríptico devocional com dobradiças; o painel central, cujo paradeiro se desconhece, foi registado num inventário do século XVI como Virgem e o Menino. Os painéis foram encomendados por uma destacada família de Florença. Tommaso era íntimo de Carlos, Duque da Borgonha e um gestor ambicioso da delegação de Bruges de um banco controlado por Lorenzo de' Medici, e um bem-conhecido e activo patrono da arte flamenga. Tommaso acabaria por perder a sua posição devido a uma série de empréstimos de risco atribuídos a Carlos.
Os retratos de Maria e Tommaso estão em exibição, lado a lado, no 's portraits are hung alongside each other at the Metropolitan Museum of Art em Nova Iorque.